# United States Air Forces in Europe
United States Air Forces in Europe (översatt: Förenta Staternas flygvapen i Europa), förkortat USAFE, är ett av amerikanska flygvapnets huvudkommandon och är flygvapenkomponenten till militärbefälhavaren för United States European Command genom 3:e flygvapnet (Third Air Force) och till militärbefälhavaren för United States Africa Command genom 17:e flygvapnet (Seventeenth Air Force). USAFE utgörs av cirka 42 000 militärer (aktiv & reserv) samt civilanställd personal.
USAFE och U.S. Pacific Air Forces är de enda av flygvapnets huvudkommandon som har sitt högkvarter utanför kontinentala USA.

## Förband och primära baser

### Italien
| Heraldisk sköld | Namn              | Förkortning | Basering        | Funktion             | Not |
|                 | 31st Fighter Wing | 31 FW       | Aviano Air Base | F-16 Fighting Falcon |     |

### Storbritannien
| Heraldisk sköld | Namn                      | Förkortning | Basering       | Funktion                              | Not         |
|                 | 48th Fighter Wing         | 48 FW       | RAF Lakenheath | F-15E Strike Eagle F-35A Lightning II | [ 1 ] [ 2 ] |
|                 | 100th Air Refueling Wing  | 100 ARW     | RAF Mildenhall | KC-135 Stratotanker                   |             |
|                 | 501st Combat Support Wing | 501 CSW     | RAF Alconbury  | Stödfunktioner                        |             |

### Tyskland
| Heraldisk sköld | Namn                             | Förkortning | Basering              | Funktion                                                                       | Not |
|                 | 52d Fighter Wing                 | 52 FW       | Spangdahlhem Air Base | F-16 Fighting Falcon                                                           |     |
|                 | 86th Air Wing                    | 86 AW       | Ramstein Air Base     | C-20 Gulfstream III C-21 Learjet C-37 Gulfstream V C-40 Clipper C-130 Hercules |     |
|                 | 435th Air Ground Operations Wing | 435 AGOW    | Ramstein Air Base     | Stödfunktioner                                                                 |     |

## Sekundära baser
- Belgien
  - Chièvres Air Base
- Bosnien-Herzegovina
  - Tuzla Air Base
- Cypern
  - RAF Akrotiri
- Italien
  - San Vito dei Normanni Air Station
- Norge
  - Sola Sea Air Station
  - Stavanger
- Portugal
  - Lajes Air Station
- Spanien
  - Morón Air Base
- Storbritannien
  - RAF Alconbury[3]
  - RAF Croughton
  - RAF Fairford
  - RAF Menwith Hill
  - RAF Molesworth
  - RAF Upwood
  - RAF Welford
- Turkiet
  - Ankara Air Station
  - Izmir Air Base
  - Incirlik Air Base
- Tyskland
  - Stuttgart-Echterdingen Airport
- Ungern
  - Pápa Airbase